# Corterrangel
Corterrangel es una entidad de población española del municipio de Aracena, perteneciente a la provincia de Huelva, en la comunidad autónoma de Andalucía.

## Toponimia
El lugar puede aparecer referido como «Corterrangel» y «Corte-Ranjel».

## Historia
Hacia mediados del siglo XIX, el lugar, ya por entonces perteneciente a Aracena, tenía contabilizada una población de treinta habitantes. Aparece descrito en el séptimo volumen del Diccionario geográfico-estadístico-histórico de España y sus posesiones de Ultramar de Pascual Madoz con las siguientes palabras:

CORTE-RANJEL: ald. en la prov. de Huelva, part. jud. y térm. jurisd. de Aracena (1 leg.). Está sit. en direccion del E. y N. cuyo clima produce algunas pleuresias. Tiene una igl. cuyo nombre se ignora y le está agregado el barrio de Castañuelo. prod. bellota con la que se ceban muchos cerdos. Hay en ella 10 casas con igual número de vec. y 30 almas.
(Madoz, 1847, p. 31)

En 2023, la entidad singular de población tenía empadronados catorce habitantes y el núcleo de población, los mismos.

## Patrimonio

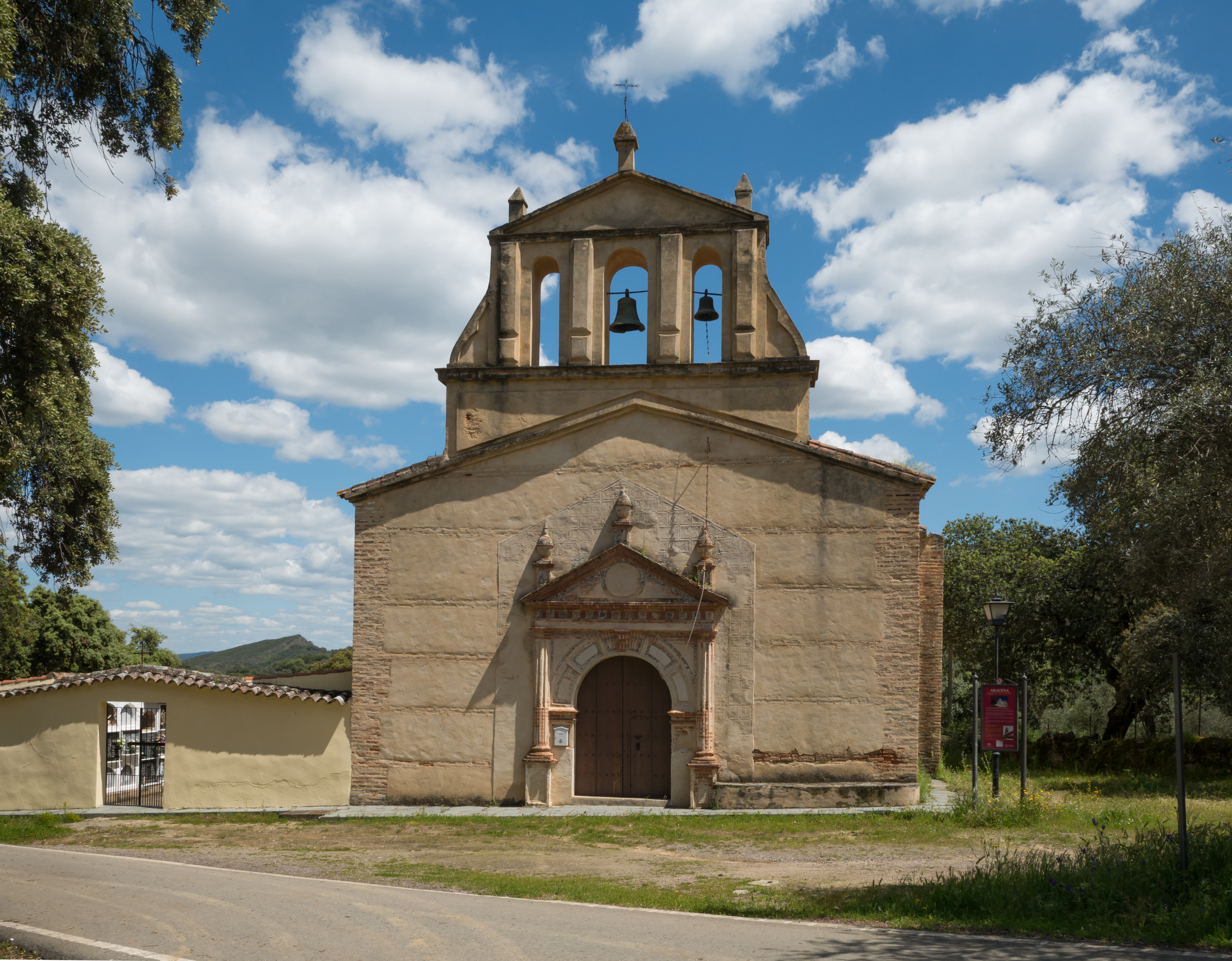
Vista de la iglesia de Nuestra Señora de la Esperanza

Hay en el lugar una iglesia de Nuestra Señora de la Esperanza.